# Élections gouvernorales vénézuéliennes de 2017
Les élections gouvernorales vénézuéliennes de 2017 ont lieu le 15 octobre 2017 afin de désigner les gouverneurs des 23 États du Venezuela.
Elles sont remportées par le GPP du président Nicolás Maduro. Une partie de l’opposition considère le résultat entaché de fraudes et refuse de le reconnaître, tandis qu'une autre attribue ce résultat à l'abstention.

## Contexte
Des manifestations éclatent à partir de décembre 2014, un an après la défaite de la MUD aux élections municipales.
Lors des élections législatives de décembre 2015, l'opposition au régime de Nicolás Maduro devient majoritaire au Parlement. Depuis cette élection le gouvernement et la Cour suprême empêche le travail parlementaire. Les lois votées sont annulées et les obligations de validations de décisions gouvernementales par le Parlement ne sont pas respectées. Nicolás Maduro considère ce Parlement comme illégal. En mars 2017, la Cour suprême vénézuélienne, favorable au régime de Maduro, s'est octroyée les pouvoirs du Parlement. Puis la Cour suprême a annulé sa décision devant les critiques internationales.
Le 30 juillet 2017, les élections constituantes vénézuéliennes de 2017, boycottées par la Table de l'unité démocratique, se tiennent dans le pays.

## Convocation des élections
Les élections étaient initialement envisagées pour avoir lieu en décembre 2016. Elles ont été reportées par la commission électorale à une date non précisées de 2017 le 18 octobre 2016,. Le 23 mai 2017, la date est fixée au 10 décembre 2017. Cependant, lors de la 5e session de l'Assemblée constituante, l'élection a été avancée au 15 octobre 2017,.
Une mission de 70 accompagnateurs électoraux, notamment dépêchés par le Conseil des experts électoraux d’Amérique latine (Ceela), sont présents pour ces élections. Libération et Le Monde affirment cependant qu'aucun observateur international n'a pu assister au scrutin,.

## Candidatures
Les deux principales coalitions sont le Grand Pôle patriotique Simón Bolívar (GPP) constitué autour du Parti socialiste unifié du Venezuela (PSUV), ainsi que la Table de l'unité démocratique (MUD) qui rassemble différents partis antichavistes : droite conservatrice, libéraux, chrétiens-démocrates ou sociaux-démocrates. Le 10 août 2017, Diosdado Cabello, vice-président du PSUV et membre de l'Assemblée nationale constituante vénézuélienne de 2017, affirme que les candidats devront présenter un certificat de bonne conduite pour participer aux élections. Plusieurs membres de l'opposition ont reçu une interdiction de candidature.
Dans les mois précédant les élections, l'opposition manifeste des dissensions internes quant à l'attitude à adopter. Les partis Volonté populaire et Primero Justicia souhaitant poursuivre la stratégie insurrectionnelle qu'ils ont animée pendant plusieurs mois contre le gouvernement, alors que le parti Action démocratique, estimant que cette stratégie a détérioré l’image de l’opposition dans le pays, souhaite revenir à la voie électorale. Par ailleurs, une partie de l'opposition boycotte le scrutin
Pour le quotidien argentin Página/12, les autorités vénézuéliennes auraient avancé à octobre les élections régionales afin de tirer profit de l'image dégradée de l'opposition à la suite des manifestations violentes : « elles savaient qu’il y aurait un vote de condamnation de ceux qui ont déstabilisé le pays pendant plusieurs mois, d’où les nombreux slogans appelant à la paix et à la démocratie ».
La MUD organise ses primaires internes le 10 septembre afin de départager les différents partis qui la composent. Marquées par une forte abstention, les primaires consacrent une large victoire du parti Action démocratique qui obtient la majorité des candidatures pour les élections régionales. Cependant, Primero Justicia dénonce des fraudes et accuse l'Action démocratique d'avoir utilisé une bande criminelle, Le Train d’Aragua, pour intimider ses adversaires.    
| État          | GPP                | MUD                    |
| ------------- | ------------------ | ---------------------- |
| Amazonas      | Miguel Rodriguez   | Bernabé Gutiérrez      |
| Anzoátegui    | Aristóbulo Istúriz | Antonio Barreto Sira   |
| Apure         | Ramón Carrizales   | Jose Gregorio Montilla |
| Aragua        | Rodolfo Torres     | Ismael García          |
| Barinas       | Argenis Chavéz     | Freddy Superlano       |
| Bolívar       | Justo Noguera      | Andrés Velásquez       |
| Carabobo      | Rafael Lacava      | Alejandro Feo La Cruz  |
| Cojedes       | Margaud Godoy      | Alberto Galíndez       |
| Delta Amacuro | Lisetta Hernández  | Larissa Gonzalez       |
| Falcón        | Victor Clark       | Eliézer Sirit          |
| Guárico       | José Vásquez       | Pedro Loreto           |
| Lara          | Carmen Meléndez    | Henri Falcón           |
| Mérida        | Yeison Guzmán      | Ramón Guevara          |
| Miranda       | Héctor Rodriguez   | Carlos Ocariz          |
| Monagas       | Yelitze Santaella  | Guillermo Call         |
| Nueva Esparta | Carlos Figueroa    | Alfredo Díaz           |
| Portuguesa    | Rafael Calles      | María Beatriz Martínez |
| Sucre         | Edwin Rojas        | Robert Alcalá          |
| Tachira       | José Mora          | Laidy Gómez            |
| Trujillo      | Henry Silva        | Carlos Andrés González |
| La Guaira     | Jorge Carneiro     | José Manuel Olivares   |
| Yaracuy       | Julio Heredia      | Luis Parra             |
| Zulia         | Francisco Cárdenas | Juan Pablo Guanipa     |

## Sondages d'opinion
| Date                        | Sondeur       | Taille de l'échantillon | Coalition MUD | Coalition GPP | Indécis | Différence |
| --------------------------- | ------------- | ----------------------- | ------------- | ------------- | ------- | ---------- |
| 1–5 août 2017               | Hercon        | 1 000                   | 40 %          | 18,4 %        | 5,2 %   | 21.6%      |
| août 2017                   | Delphos       | –                       | 65 %          | 35 %          | –       | 30 %       |
| 15–30 avril 2017            | Hercon        | 1 200                   | 65,5 %        | 17,2 %        | 11,1 %  | 48.3%      |
| 9–27 février 2017           | Meganalisis   | 1 150                   | 36,3%         | 11,9 %        | 27,9 %  | 24,4 %     |
| 28 janvier – 8 février 2017 | Venebarometro | 1 200                   | 55 %          | 26 %          | 19 %    | 29%        |
| 20 janvier – 6 février 2017 | Hercon        | 1 200                   | 51,5 %        | 20,9 %        | 12,5 %  | 30.6%      |
| 15–30 novembre 2016         | Hercon        | 1 200                   | 51,65 %       | 21,21 %       | 11,03 % | 30.44%     |
| 12–24 novembre 2016         | Venebarometro | 1 200                   | 52,5 %        | 27,5 %        | 6,5 %   | 25%        |
| août 2016                   | Datincorp     | 1 199                   | 47 %          | 20 %          | 31 %    | 27%        |

## Résultats
| État          | Votants    | Candidat GPP             | Voix      | Pourcentage | Candidat MUD           | Voix      | Pourcentage | Votants    | Participation |
| ------------- | ---------- | ------------------------ | --------- | ----------- | ---------------------- | --------- | ----------- | ---------- | ------------- |
| Amazonas      | 107 896    | Miguel Rodriguez         | 39 873    | 59,84 %     | Bernabé Gutiérrez      | 20 815    | 31,24 %     | 66 631     | 62,60 %       |
| Anzoátegui    | 1 066 195  | Aristóbulo Istúriz       | 318 892   | 47,06 %     | Antonio Barreto Sira   | 350 379   | 51,70 %     | 677 698    | 63,64 %       |
| Apure         | 334 268    | Ramón Carrizales         | 104 391   | 52,08 %     | José Montilla          | 63 822    | 31,84 %     | 200 457    | 60,15 %       |
| Aragua        | 1 213 087  | Rodolfo Marco Torres     | 422 303   | 57,02 %     | Ismael García          | 292 060   | 39,43 %     | 740 634    | 61,09 %       |
| Barinas       | 560 790    | Argenis Chávez           | 184 961   | 53,11 %     | Freddy Superlano       | 153 719   | 44,14 %     | 348 254    | 62,18 %       |
| Bolívar       | 560 790    | Justo Noguera Pietri     | 276 655   | 49,09 %     | Andrés Velásquez       | 275 184   | 48,83 %     | 552 914    | 57,81 %       |
| Carabobo      | 1 561 777  | Rafael Lacava            | 486 654   | 52,75 %     | Alejandro Feo La Cruz  | 420 874   | 45,62 %     | 922 487    | 59,07 %       |
| Cojedes       | 240 646    | Margaud Godoy            | 93 339    | 55,62 %     | Alberto Galindez       | 71 772    | 42,77 %     | 167 815    | 70 %          |
| Delta Amacuro | 120 242    | Lisetta Hernández        | 46 886    | 60,24 %     | Larissa González       | 29 688    | 38,14 %     | 77 830     | 64,73 %       |
| Falcón        | 668 149    | Víctor Clark             | 224 091   | 52,44 %     | Eliézer Sirit          | 187 713   | 43,93 %     | 427 334    | 63,96 %       |
| Guárico       | 526 963    | José Vásquez             | 206 250   | 61,81 %     | Pedro Loreto           | 124 307   | 37,25 %     | 333 676    | 63,55 %       |
| Lara          | 1 261 626  | Carmen Meléndez          | 471 164   | 58,33 %     | Henri Falcón           | 325 231   | 40,27 %     | 807 709    | 64,02 %       |
| Mérida        | 602 637    | Yeison Guzmán            | 181 820   | 46,54 %     | Ramón Guevara          | 198 532   | 50,82 %     | 390 664    | 64,83 %       |
| Miranda       | 2 075 234  | Héctor Rodríguez         | 641 735   | 52,78 %     | Carlos Ocariz          | 555 347   | 45,67 %     | 1 213 871  | 58,6 %        |
| Monagas       | 625 457    | Yelitze Santaella        | 222 634   | 54,07 %     | Guillermo Call         | 180 477   | 43,83 %     | 411 752    | 65,83 %       |
| Nueva Esparta | 350 093    | Carlos Mata Figueroa     | 107 316   | 47,4 %      | Alfredo Díaz           | 117 430   | 51,87 %     | 226 392    | 64,67 %       |
| Portuguesa    | 605 921    | Rafael Calles            | 238 626   | 64,51 %     | María Beatriz Martínez | 121 838   | 32,94 %     | 369 899    | 61,11 %       |
| Sucre         | 643 440    | Edwin Rojas              | 236 669   | 59,79 %     | Robert Alcalá          | 153 823   | 38,86 %     | 395 829    | 61,52 %       |
| Táchira       | 851 494    | José Vielma Mora         | 181 605   | 35,41 %     | Laidy Gómez            | 324 541   | 63,27 %     | 512 936    | 60,27 %       |
| Trujillo      | 529 867    | Henry Rangel Silva       | 201 300   | 59,75 %     | Carlos González        | 127 168   | 37,74 %     | 336 917    | 63,59 %       |
| La Guaira     | 279 952    | Jorge García Carneiro    | 94 721    | 52,98 %     | José Manuel Olivares   | 81 472    | 45,57 %     | 178 780    | 63,86 %       |
| Yaracuy       | 430 459    | Julio León Heredia       | 186 401   | 62,13 %     | Luis Parra             | 106 679   | 35,56 %     | 300 033    | 69,70 %       |
| Zulia         | 2 452 432  | Francisco Arias Cárdenas | 646 617   | 47,38 %     | Juan Pablo Guanipa     | 700 755   | 51,35 %     | 1 364 778  | 55,71 %       |
| Venezuela     | 18 082 006 | GPP                      | 5 806 609 | 52,69 %     | MUD                    | 4 981 402 | 45,16 %     | 11 025 290 | 60,97 %       |

## Réactions

### Venezuela
Les élections se sont tenues dans le calme, deux mois après des manifestations de l'opposition marquées par plusieurs morts. Elles sont remportées par le GPP du président Nicolás Maduro, qui obtient 18 États contre 5 pour la MUD. 
Une partie de la MUD refuse de reconnaître les résultats et estime qu'ils sont la conséquence de fraudes. Pour Gerardo Blyde, directeur de campagne de la MUD, les chiffres présentés ne sont pas conformes au décompte des scrutateurs de l’opposition : « Actuellement, nous ne reconnaissons aucun résultat, a déclaré M. Blyde. Nous sommes face à un moment particulièrement grave pour la République. Le système électoral n’est pas transparent. Ni le peuple vénézuélien ni le monde ne vont avaler un résultat que le gouvernement lui-même est incapable d’expliquer ». Baltazar Porras Cardozo, archevêque de Mérida considère qu'« au terme d’un processus électoral marqué par des irrégularités et des obstacles, et voué à décourager le vote de l’opposition avec des changements au dernier moment, les manœuvres à l’avantage du gouvernement ont été évidentes ». 
Au contraire, la candidate de l'opposition Leidy Gomez, élue gouverneur de l’État de Tachira, déclare : « Je ne peux reconnaître que ce que j'ai dans les mains, et à Tachira, le peuple a parlé ». Henri Falcón, candidat de la MUD pour l’État de Lara, déclare : « Je le dis avec responsabilité, nous avons perdus, c'est aussi simple que cela et nous devons l'accepter ». Alejandro Feo La Cruz, candidat de la MUD pour l’État de Carabobo, reconnaît également la victoire de son adversaire socialiste Rafael Lacava. Pour sa part, Liborio Guarulla, gouverneur sortant de l’État d'Amazonas, estime que les MUD a perdu du fait d'avoir choisi des candidats « servant ses seuls intérêts ». Henry Ramos Allup, l'un des principaux dirigeants de la MUD, met en cause l'abstention, la MUD perdant 3 millions de voix par rapport aux législatives quand les forces chavistes sont restées stables. L’ancien secrétaire exécutif de la MUD, Jesus Torrealba, rejette aussi la thèse de la fraude et dénonce l’échec politique général de la direction de la MUD comme raison de la défaite. Il demande un changement global de stratégie et de direction.
En réaction au refus d'une partie de l'opposition de reconnaître les résultats, Maduro déclare que les opposants crient à la fraude à chaque fois qu'ils perdent des élections et que le système électoral vénézuélien est l'un des plus sûrs au monde.

### International
Le Conseil des experts électoraux d’Amérique latine, organe composé de présidents de tribunaux électoraux de pays du sous-continent, qui avait envoyé des observateurs électoraux, considère que les élections ont été « claires et transparentes ». L'ancien président du Conseil national électoral de Colombie Guillermo Reyes explique que l'audit réalisé sur une partie des bulletins à la suite des plaintes de l'opposition coïncidait avec les résultats annoncés.
Le gouvernement canadien et onze pays latino-américains ont critiqué « les divers obstacles, les actes d’intimidation, la manipulation et les irrégularités » des élections régionales vénézuéliennes. Ces pays demandent un audit indépendant accompagné par des observateurs internationaux spécialisés et reconnus, pour expliquer la controverse suscitée par les résultats. Pour la porte-parole du gouvernement français : « Les conditions de l’organisation des élections sont contestées. De graves irrégularités sont dénoncées et l’absence de transparence dans le processus de vérification et de compilation affecte la confiance dans les résultats ». Jean-Yves Le Drian demande un « retour à l’Etat de droit ».
En réaction aux critiques du gouvernement canadien Nicolás Maduro indique : « Qu'est ce que j'en ai à foutre que le stupide gouvernement du Canada ne reconnaisse pas les élections ? Qu'est ce que j'en ai à faire de ce que dit le Canada ? ».

## Suites
Les nouveaux gouverneurs devaient initialement prêter serment le 17 octobre 2017 à 15 h (19 h GMT) devant l'Assemblée nationale constituante. La séance est reportée au lendemain 18 octobre à 11 h (15 h GMT).
Selon Le Monde, Diosdado Cabello aurait précisé que les élus devront « prêter allégeance à l’Assemblée constituante » pour être investis. Les gouverneurs issus des rangs de la MUD refusent ainsi de prêter serment, et risquent ainsi de se faire destituer. Dans la foulée, l'Assemblée constituante interdit aux élus de la MUD de prêter serment devant les conseils régionaux, tandis que sa présidente, Delcy Rodríguez, réitère son appel aux gouverneurs de prêter serment. Le 21 octobre, Nicolás Maduro affirme que de nouvelles élections seront organisées si les gouverneurs élus d'opposition continuent à refuser de prêter serment.
Le 23 octobre 2017, les quatre gouverneurs issus d'Action démocratique, Antonio Barreto Sira, Ramón Guevara, Alfredo Diaz et Laidy Gómez, prêtent finalement serment devant la Constituante, tandis que Juan Pablo Guanipa, gouverneur élu de Zulia et membre de Primero Justicia, refuse de le faire et reçoit le soutien du chef de son parti Henrique Capriles Radonski. Henry Ramos Allup, chef d'AD, annonce que ces gouverneurs s'étaient « exclus d'eux-mêmes » de la MUD, se référant au règlement interne de la coalition. Ensuite, Capriles ajoute que « tant qu'Henry Ramos Allup y figurerait », il ne resterait pas à la MUD, ajoutant que « pas un crayon ne bouge sans que Ramos Allup ne l'autorise » au sein d'AD. Par ailleurs, il estime que « quand on est malade, il faut opérer et enlever la tumeur. Dans la MUD, il faut faire pareil ». Enfin, Primero Justicia et Voluntad popular condamnent une « action de trahison et de tromperie ». Laidy Gomez, élue gouverneure de Tachira estime que « Dans nos Etats, il y a beaucoup de familles dans la misère. Nous assumons le coût politique pour défendre le vote de nos électeurs ».
Le 26 octobre 2017, Juan Pablo Guanipa est formellement destitué par l'Assemblée constituante et une élection partielle est fixée en même temps que les élections municipales, le 10 décembre 2017. En attendant, Magdely Valbuena, présidente du Conseil législatif de l'État, assure l'intérim. C'est finalement le chaviste Omar Prieto qui a été élu
.

## Analyses
Christophe Ventura, chercheur associé à l'IRIS, estime que « [...] le chavisme est une force sociologique dominante dans le pays. Ensuite que l’opposition connaît un reflux depuis l’élection de l’Assemblée nationale constituante. ». Selon lui, « l’opposition vient de connaître ce que le chavisme a vécu en 2015 lors des élections législatives, à savoir un "trou électoral" puisqu’une partie importante de ses électeurs ne s’est pas rendue aux urnes, sans doute déstabilisée par la stratégie de la MUD et ses divergences, désillusionnée par la situation générale et pour sanctionner plus spécifiquement la direction de cette opposition qui a mené une stratégie qui a échoué et semé le trouble au sein de la population. Pour sa part, l’électorat chaviste s’est quant à lui fortement mobilisé, d’abord pour exprimer son rejet de l’opposition en général. C’est un message très dur qui lui est envoyé et dont le gouvernement va profiter, ouvrant une nouvelle séquence pour le pays. ». Concernant Action démocratique, qui a remporté 4 des 5 États remportés par la MUD, il affirme que ceci « la renforce sur le plan politique et institutionnel. De plus, les Etats remportés sont d’une haute importance stratégique pour le pays. Il s’agit des Etats frontaliers avec la Colombie et pétroliers. AD prend aujourd’hui le leadership d’une opposition sonnée. ». Enfin, « AD est en position de force dans l’opposition. L’aile radicale se marginalise. Cette évolution signifie qu’une ligne plus favorable au dialogue avec le gouvernement pourrait prendre le pouvoir. Cet élément est nouveau à quelques mois de nouvelles échéances électorales déterminantes. ».
Pour Eugenio Martínez, « c'est le scénario parfait pour le chavisme, cela lui permet d'avancer dans sa stratégie de rendre peu à peu légitime la Constituante » ajoutant que « pendant ce temps-là, dans l'opposition on remarque trop les coutures » unissant les différents partis de la coalition. Pour Luis Salamanca, « Le gouvernement est en train d'appliquer son plan d'accaparer le pouvoir pour toujours, ce qui implique de détruire son principal ennemi politique. La MUD est peut-être en train d'imploser ». Luis Vicente León estime que « le plus grand succès du gouvernement serait la fracture totale de l'opposition. Il n'a pas besoin de beaucoup plus ».